# Neivamyrmex pulchellus
Neivamyrmex pulchellus é uma espécie de formiga do gênero Neivamyrmex.